# Sune Svensson
Georg Fabian Sune Svensson, född 29 november 1909 i Rebbelberga socken, Kristianstads län, död 8 mars 2005 i Nyhamnsläge, var en svensk keramiker.
Svensson arbetade först vid en keramisk verkstad 1923–1930 innan han bestämde sig för att utbilda sig till keramiker. Han studerade vid Högre konstindustriella skolan 1931–1935. Tillsammans med Rolf Palm och Hans Erik Rosenkvist ställde han ut på Höganäs museum 1962 och han medverkade i Helsingborgs konstförenings utställningar på Vikingsbergs konstmuseum och Kulla konst i Höganäs. Hans keramik består av allmogebetonade föremål med rik dekor samt tunnare och vekare vaser och skålar.